# Палеу
Палеу (рум. Paleu) — село у повіті Біхор в Румунії. Адміністративний центр комуни Палеу.
Село розташоване на відстані 437 км на північний захід від Бухареста, 5 км на північний схід від Ораді, 130 км на захід від Клуж-Напоки.

## Населення
За даними перепису населення 2002 року у селі проживали 529 осіб.
Національний склад населення села:
| Національність | Кількість осіб | Відсоток |
| -------------- | -------------- | -------- |
| угорці         | 504            | 95,3%    |
| румуни         | 20             | 3,8%     |

Рідною мовою назвали:
| Мова      | Кількість осіб | Відсоток |
| --------- | -------------- | -------- |
| угорська  | 507            | 95,8%    |
| румунська | 19             | 3,6%     |